# Пак Чон Хи
Пак Чон Хи (кор. 박정희?, 朴正熙?, 30 сентября 1917, Куми, Кёнсан-Пукто, Корея, Японская империя — 26 октября 1979, Сеул, Республика Корея) — южнокорейский государственный и военный деятель. Президент Республики Корея с 17 декабря 1963 по 26 октября 1979 года. Считается противоречивой фигурой: известен как экономическими реформами, позволившими обогнать экономику конкурента — Северной Кореи (так называемое «Корейское экономическое чудо»), так и политическими репрессиями. Убит 26 октября 1979 года. Отец Пак Кын Хе.

## Молодые годы и военная карьера
Родился 30 сентября 1917 года в Куми, провинция Кёнсан-Пукто. В то время Корея находилась под властью Японии. Его родителями были Пак Сон Бин и Пэк Нам Хи, у него было шестеро старших братьев и сестёр. Несмотря на то, что семья Пака была незнатного происхождения, в 1932 году он поступил в престижную учительскую гимназию в городе Тайкю (Тэгу) и окончил её в 1937 году, после чего на протяжении нескольких лет преподавал в Бункэе (Мунгёне).
В апреле 1940 года поступил в военную академию армии Маньчжоу-Го, созданной при поддержке командования Квантунской армии, и по завершении учёбы в ней в 1942 году в числе лучших выпускников был отобран для дальнейшего обучения в Военной академии Императорской армии Японии. Окончив академию третьим в своём выпуске, Пак в звании лейтенанта до конца Второй мировой войны служил в 8-й пехотной дивизии армии Маньчжоу-Го под японским именем Масао Такаги (яп. 高木正雄). После войны Пак вступил в коммунистическую Трудовую партию, был арестован и приговорён к смертной казни, но помилован по личному распоряжению президента Ли Сын Мана, который сделал это по просьбе корейских военных и своего американского военного советника Джеймса Хаусмана. После этого Пак выдал властям список коммунистических деятелей внутри армии (включая собственного брата Пак Тон Хи) и стал офицером военной разведки, занимавшейся выявлением и уничтожением коммунистов, но вскоре был уволен из армии. Во время Корейской войны 1950—1953 годов возвращён в армию, отличился в боях и стал экспертом по логистике, пройдя в течение года специальную подготовку в США (форт Силл, штат Оклахома). За время Корейской войны Пак сделал карьеру, получив первое генеральское звание.

## Политическая карьера

### Государственный переворот 1961 года и возвращение к президентской форме правления
После Апрельской революции 1960 года, свергнувшей режим Ли Сын Мана, к власти в Корее пришло новое руководство во главе с номинальным президентом Юн Бо Соном. Реальная власть принадлежала премьер-министру, Чан Мёну.
Юн Бо Сон и Чан Мён не имели поддержки большинства демократической партии, не смогли договориться о составе кабинета министров и трижды проводили перестановки в кабинете министров в течение пяти месяцев. Экономика страны за время правления Ли Сын Мана погрязла в коррупции, полиция была деморализована, постоянно шли массовые выступления студентов, требовавших политических и экономических реформ.
В этих условиях корейская армия взяла власть в свои руки. Пак Чон Хи возглавил военный переворот 16 мая 1961 года, который положил конец политическому хаосу. Одним из первых шагов военных властей стало создание 19 июня 1961 года Корейского Центрального разведывательного управления (КЦРУ) для пресечения действий всех потенциальных врагов режима, внешних и внутренних. Первым директором КЦРУ стал полковник в отставке Ким Джон Пхиль, родственник Пак Чонхи и один из организаторов переворота 16 мая.
Несмотря на сопротивление премьера Чан Мёна, президент Юн Бо Сон встал на сторону восставших военных и убедил руководство США, а также командиров других подразделений южнокорейской армии не вмешиваться в ход событий. Чтобы обеспечить формальную легитимность режима, Юн Бо Сон ещё некоторое время оставался в должности президента и ушёл в отставку 24 марта 1962 года. Вскоре Пак Чон Хи был повышен в звании до генерал-лейтенанта, с марта 1962 года стал исполняющим обязанности президента, а с июля 1961 года по декабрь 1963 года — главой Верховного совета национальной перестройки и был повышен в звании до генерала армии (кор. 대장).
Под давлением администрации Джона Кеннеди, Пак Чон Хи согласился восстановить гражданское правление. 17 декабря 1962 года состоялся референдум, на котором за возвращение страны к президентской форме правления проголосовало 78,9 % участников. После этого было объявлено о проведении в 1963 году президентских выборов.
Поначалу Пак Чон Хи не собирался баллотироваться в президенты, но 10 марта 1963 года КЦРУ раскрыло заговор группы высокопоставленных армейских офицеров, которые хотели отлучить Пака от власти и создать своё правительство. 14 марта у штаб-квартиры хунты собралось несколько десятков офицеров, в том числе «молодых полковников», которые требовали, чтобы Пак не уходил. После этого Пак вступил в предвыборную борьбу: 30 августа 1963 года он ушёл с действительной военной службы и выставил свою кандидатуру на пост президента от специально созданной им Демократической республиканской партии (ДРП).
Предвыборные дебаты принесли Паку дополнительный успех, поскольку политики старой школы не имели позитивной социально-экономической программы и фактически призывали к возврату ко временам Ли Сын Мана. На фоне их заявлений конкретная экономическая программа Пака выигрывала.
15 октября 1963 года состоялись президентские выборы, Пак Чон Хи победил Юн Бо Сона с незначительным отрывом (46,6 % голосов против 45,1 %).

### Экономические реформы
Когда Пак Чон Хи пришёл к власти в 1961 году, доход на душу населения в Южной Корее составлял 72 $, а главный военно-политический соперник — Северная Корея — обладал большей экономической и военной мощью, поскольку на севере Корейского полуострова осталось значительное количество промышленных предприятий, построенных в колониальный период. Кроме того, Северной Корее оказывали военно-экономическую помощь Советский Союз и страны социалистического лагеря, тогда как большая часть американской экономической помощи Южной Корее была разворована.
Поэтому Пак Чон Хи взял курс на проведение экспорт-ориентированной индустриализации. В качестве основного стратегического партнёра Пак рассматривал Японию и приложил немалые усилия для нормализации отношений с ней, заключив в 1965 году договор об отношениях между Японией и Кореей. Эти шаги были встречены резкими протестами и массовыми выступлениями жителей Южной Кореи, поскольку в стране всё ещё были сильны послевоенные антияпонские настроения. Тем не менее, благодаря политике правительства Пак Чон Хи, Корее удалось привлечь японский капитал и технологии для развития своей экономики. Также значительную помощь оказали США. В обмен на поддержку США во Вьетнамской войне, Южная Корея получила от США десятки миллиардов долларов в виде грантов, займов, субсидий, технологий, предоставленных администрациями президентов Линдона Джонсона и Ричарда Никсона.
Протекционистская политика правительства Пака привела также к активному росту чеболей, возникших ещё в конце Корейской войны и в настоящее время производящих почти половину ВВП страны. Также по инициативе Пака был создан ряд государственных институтов, ответственных за развитие национальной экономики, — такие, как Совет экономического планирования (Economic Policy and the Economic Planning Board, EPB), Министерство торговли и промышленности (Ministry of Trade and Industry, MTI), Министерство финансов. Под его руководством Верховным советом национальной перестройки был разработан первый пятилетний экономический план (1962—1966), заложивший основы программы экономического развития Южной Кореи. На официальном уровне подчёркивалось, что для благоприятного развития экономики необходимо преодоление традиционного корейского коллективизма, культивировался западный буржуазный индивидуализм. По словам самого Пак Чон Хи:

Несмотря на то, что в последнее время во всём мире нашу страну называют примером развивающегося государства, благодаря развитию экономики, без самообновления довольно сложно предсказывать более весомые результаты… Необходимо сместить акценты с простого наследования благих дел предшественников на творческое восприятие завтра.— Генерал Пак Чон Хи. Очерк политической биографии

### Диктатура
Во время Вьетнамской войны 1965—1973 годов Пак Чонхи оказал большую помощь США. В Южный Вьетнам было переброшено две южнокорейских дивизии и одна бригада (более 300 000 человек личного состава за весь период пребывания), которые составили самый крупный иностранный воинский контингент в стране после американского. Южнокорейские солдаты хорошо зарекомендовали себя в бою, однако получили мрачную репутацию среди вьетнамцев из-за жестокости по отношению к мирному населению. В январе 1965 года, когда парламент Южной Кореи 106 голосами за и 11 против утвердил план участия южнокорейских войск во Вьетнамской войне, Пак Чонхи заявил, что «Южной Корее пора отучить себя от пассивной позиции и взять на себя активную роль в основных международных вопросах».
Внутри страны режим Пак Чонхи отличался подавлением гражданских свобод в силу действия чрезвычайного положения, начиная с Корейской войны. Конституционные гарантии свободы слова и прессы на практике часто ограничивались, а Центральное разведывательное управление Южной Кореи прибегало к арестам и пыткам противников режима.
Им была сформулирована концепция чучхесон («сам себе хозяин»). Пак Чонхи считал, что в основе этой концепции лежат принципы исключительности и уникальности южнокорейского пути в опоре на национальные ценности, этатизм и экономическую независимость страны.
Конституция Республики Корея 1962 года ограничивала срок пребывания президента Южной Кореи на своем посту двумя сроками, и Пак Чонхи после своего переизбрания на должность президента в 1967 году обещал покинуть пост в 1971 году. Тем не менее, в 1969 году благодаря своим сторонникам в парламенте Пак Чонхи удалось провести референдум для переизбрания на президентский пост в третий раз. В 1971 году Пак снова выиграл президентские выборы, одержав победу над Ким Дэ Чжуном.
Переизбравшись на третий срок, Пак Чонхи объявил о введении в стране чрезвычайного положения «в связи с опасной международной ситуацией». В октябре 1972 года он распустил парламент и приостановил действие конституции, а в ноябре на референдуме была принята новая Конституция страны (Конституция Юсин, термин «Юсин» (維新) заимствован от Реставрации Мэйдзи (Мэйдзи Исин, 明治 維新) императорской Японии). Период 1972—1979 годов в Южной Корее получил название четвёртой республики.
Новая Конституция значительно увеличила власть Пак Чонхи, фактически легитимизировав его диктаторские полномочия. Выборы президента теперь осуществлялись коллегией выборщиков, а президентский срок был увеличен до шести лет, без ограничения количества сроков. На президентских выборах 1972 года и 1978 года Пак Чонхи снова был переизбран на должность президента, будучи единственным кандидатом.
К концу 1970-х годов по Южной Корее прокатилась волна демонстраций против режима Пак Чонхи. 16 октября 1979 года студенческие демонстрации с призывами покончить с диктатурой начались в Пусанском национальном университете и выплеснулись на улицы города. К вечеру 50 000 человек собрались перед зданием мэрии Пусана, а несколько государственных учреждений подверглись нападению, после чего около 400 протестующих были арестованы. 18 октября правительство объявило в городе военное положение. В тот же день беспорядки вспыхнули и в Масане. Более 10 тысяч студентов приняли участие в акциях протеста, начали нападения на полицейский участок и государственные учреждения. По всему городу был введён комендантский час.
Рост массовых беспорядков привёл к обострению отношений в правительстве и в конечном счёте к убийству Пак Чонхи.
В массовом сознании населения Республики Корея Пак Чонхи остаётся одним из самых выдающихся политических деятелей в истории Кореи. Он считается одним из главных архитекторов корейского «экономического чуда», в то же время ему инкриминируются подавление демократических свобод и массовые репрессии.

### Покушения на жизнь
21 января 1968 года отряд спецназа Корейской народной армии (Отряд 124) в составе 31 человека совершил попытку покушения на Пак Чонхи. Они были остановлены полицейским патрулём в 800 метрах от резиденции президента, и все, кроме двоих, были убиты или захвачены в плен. В отместку за это покушение правительство Южной Кореи создало отряд 684, который должен был убить лидера Северной Кореи Ким Ир Сена (расформирован в 1971 году после мятежа, закончившегося разгромом отряда армейскими частями в Сеуле).
15 августа 1974 года было совершено второе покушение на Пак Чонхи, когда он выступал в Национальном театре на церемонии в честь 29-й годовщины освобождения страны от японского колониального господства. 22-летний Мун Се Гван (предположительно северокорейский агент) открыл огонь из револьвера по Пак Чонхи, но промахнулся: одна из пуль ранила жену президента Юк Ён Су, которая умерла от ранения в тот же день, а другая пуля сразила насмерть находившуюся поблизости ученицу старших классов Чон Бун Хва. Этот эпизод был снят на видео. После того, как его умирающую жену унесли со сцены, Пак Чонхи продолжил свою речь. Мун Се Гван был приговорён к смертной казни и повешен 20 декабря 1974 года.

#### Убийство
26 октября 1979 года Пак Чонхи был застрелен директором Центрального разведывательного управления Южной Кореи Ким Джэ Гю. После ареста Ким Джэ Гю заявил, что Пак Чонхи являлся препятствием для демократии, и его убийство продиктовано патриотическими мотивами. До настоящего времени нет единого мнения, было ли убийство Пак Чонхи актом личной мести или попыткой переворота со стороны спецслужб. Ким Джэ Гю и его сообщники были преданы суду и приговорены к смертной казни через повешение. 24 мая 1980 года приговор был приведён в исполнение.
Пак Чон Хи был похоронен на Сеульском национальном кладбище.

## Личная жизнь
Пак Чон Хи был женат дважды. Первой его женой была Ким Хо Нам (развод в 1950 году), второй — Юк Ён Су (с 1950 года). От первого брака — дочь Пак Чжэ Ок (1937—2020), от второго — две дочери (Пак Кын Хе, 1952 г.р. и Пак Кын Рён, 1954 г.р.) и сын Пак Чжи Ман (1958 г.р.). Его средняя дочь, Пак Кын Хе — видный корейский политик, лидер партии Сэнури, в 2012—2017 годах была президентом Республики Корея, отстранена от должности в результате импичмента и приговорена к 20-летнему тюремному заключению.

## Награды
- : Орден «За заслуги перед Федеративной Республикой Германия» (1961)[14]
- : Орден Благожелательных облаков[15]
- : Орден Раджамитрабхорна(1966)[16]

## Сочинения
- Park Chung-hee (1970). Our Nation’s Path: Ideology of Social Reconstruction.
- Park Chung Hee Korea Reborn. A Model for Development. Prentice-Hall, Inc., Englewood Cliffs, New Jersey, USA, 1979. (рус. «Возрожденная Корея: модель развития»)